# Bruno Beneck
Bruno Beneck (Castelnuovo Calcea, 1º agosto 1915 – Roma, 23 ottobre 2003) è stato un giornalista, regista e dirigente sportivo italiano, attivo negli sport del softball, del baseball (è stato presidente della Federazione Italiana Baseball Softball) e del football americano, del quale è stato in Italia un pioniere assieme a Giovanni Colombo.
Nel 1953 viene premiato con una "Penna d'argento" per il miglior lancio pubblicitario del film Pane, amore e fantasia.

## Biografia
Figlio di Stefano Benech (modificò poi il cognome sostituendo l'h con la k), era il padre delle nuotatrici Anna e Daniela (note per la loro carriera agonistica portata avanti negli anni sessanta), rispettivamente sposate agli atleti Salvatore Morale e Roberto Frinolli. In politica, ha militato nel Partito Socialista Democratico Italiano.
Nel 1928 (a soli 13 anni) giocava in Promozione e fu notato all’Ingegner Sella, noto osservatore del Torino, il quale rimase impressionato da un suo gol e lo volle nei Balon Boys, squadra minore del Torino che deteneva il titolo nazionale Ragazzi. Venne convinto poi dal suo ex compagno di scuola Felice Borel a passare alla Juventus squadra con la quale giocherà fino al 1933 nel settore giovanile e di cui il padre, Stefano Benech, fu tra i soci fondatori.
Si arruolò poi tra i bersaglieri: come ufficiale di complemento partecipò alla campagna d’Africa dal 1935 al 1936 e, successivamente, entrò nella celebre 185ª Divisione paracadutisti "Folgore". Dopo l’armistizio del 1943, si rifiutò di aderire alla Repubblica di Salò quindi svolse attività di collegamento tra l’esercito regolare anglo americano e i partigiani.

### Regista
Beneck è ricordato anche per essere stato un valente regista televisivo, autore di diversi programmi inerenti allo sport (fra cui nei primi anni sessanta una serie didattica sul gioco del calcio - Gioco del calcio - Come si gioca - presentata da Gioanin Ferrari ex stella della Juventus e con l'intervento di campioni dell'epoca, da José Altafini, a Gianni Rivera, a Omar Sívori) oltre che la Domenica Sportiva (nell'edizione da lui diretta dal 1970 al 1972 rimane emblematica la sua introduzione dell'uso della moviola in trasmissione).
Per il cinema nel 1957 è stato aiuto regista di Luigi Comencini in Mariti in città.

### Carriera dirigenziale
Beneck è stato il principale promotore dell'unificazione della Lega Italiana Baseball con la Federazione Italiana Baseball Softball di cui fu eletto presidente nel 1968.
Negli anni ottanta ha creato la supersquadra denominata Club Italia. Nel 1984 è stato determinante il suo contributo per far accedere il baseball al circuito olimpico, sia pure come sport dimostrativo.
Nel medesimo anno, quando era Presidente della Federazione Italiana Baseball Softball, venne coinvolto in uno scandalo che riguardava diverse federazioni e fu esautorato dalla carica. Fu in seguito riabilitato totalmente e ritornò in federazione baseball come Presidente Onorario.
Quale dirigente nazionale, Beneck regolamentò l'utilizzazione di giocatori oriundi nel campionato italiano di baseball. In veste di vicepresidente della federazione mondiale (all'epoca AIMBA) e di presidente di quella europea (CEBA) nel 1978 portò invece per la prima volta i campionati mondiali in Europa (furono organizzati in Italia).

### Il football americano
Organizzatore di tornei di football americano, è stato l'ideatore del team Gladiatori Roma. Assieme ad altri appassionati, tra cui Marcello Loprencipe, Gianfranco Calistri e Niccolò Franchetti Pardo, è stato fra i fondatori della Lega Italiana Football (LIF), che inaugurò lo stadio "Vince Lombardi" a Castel Giorgio, in provincia di Terni, il primo impianto italiano dedicato al football americano, e organizzò i primi campionati a carattere nazionale nel 1977 e nel 1980.
In suo ricordo è stato organizzato nel 2003 allo Stadio dei Marmi di Roma, il "Memorial Bruno Beneck" di football americano.
Nel 2006 è stato introdotto nella Hall of Fame Italy.
È sepolto accanto alla moglie, Maria Teresa Agudio, nel cimitero Monumentale di Torino.